# ندیم هلیلوویچ
ندیم هلیلوویچ (انگلیسی: Nedim Halilović؛ زادهٔ ۱ ژوئیهٔ ۱۹۷۹) بازیکن فوتبال اهل بوسنی و هرزگوین است.
از باشگاه‌هایی که در آن بازی کرده‌است می‌توان به باشگاه فوتبال دالکورد، باشگاه ورزشی اوربرو، باشگاه فوتبال دینامو تیرانا، باشگاه فوتبال رییکا، و باشگاه فوتبال واراژدین (۲۰۱۵–۱۹۳۱) اشاره کرد.
وی همچنین در تیم ملی فوتبال بوسنی و هرزگوین بازی کرده‌است.